# 3381 Mikkola
3381 Mikkola (1941 UG) là một tiểu hành tinh vành đai chính do Liisi Oterma phát hiện tại Turku ngày 15 tháng 10 năm 1941.